# Robert Samuel Blay
Pour les articles homonymes, voir Blay (homonymie).
Robert Samuel Blay (1901-1979) est un avocat et juge ghanéen. Il était juge à la Cour suprême du Ghana pendant la première république. Il est souvent considéré comme le premier avocat Nzema. Il a été président de l'Association du barreau du Ghana à deux reprises et également membre du premier conseil d'administration de la Banque du Ghana.  

## Enfance et éducation
Robert est né en avril 1901 à Esiama dans la région occidentale du Ghana. Il a fait ses premières études à l'école méthodiste Tarkwa de Tarkwa. Il est entré à l'Institution de formation du gouvernement (qui a ensuite fusionné avec le Achimota College (en)) pour suivre une formation d'enseignant. En 1920, il part au Royaume-Uni pour étudier le droit. Il a été admis au barreau en juin 1926. En tant qu'étudiant à l'université de Londres. Robert était activement impliqué dans la politique étudiante. Il a occupé des postes dans divers groupes d'étudiants. Il était autrefois président de l'Union des étudiants d'ascendance africaine, un groupe qui acceptait des ressortissants des Caraïbes et des colonies africaines. Il a également été membre exécutif de la West African Students Union (en). À Londres, il a évoqué l'idée de la formation de la Gold Coast Students Union.  

## Carrière et politique
Robert a enseigné pendant environ trois ans à l'école méthodiste Tarkwa après sa formation d'enseignant. À son retour au Ghana en 1926, Robert a rejoint la Aborigines Rights Protection Society. Il devint plus tard membre fondateur,, et premier vice-président de la United Gold Coast Convention (en),, dont il fut le troisième membre fondateur. En 1958, avec trois Ghanéens et trois Britanniques, il fut nommé par le Premier ministre de l'époque, Kwame Nkrumah, pour constituer le premier conseil d'administration de la Banque du Ghana. Il a représenté Sékondi au conseil législatif en tant que membre municipal,.  
En dehors de la politique et de la fonction publique, Robert était un juriste connu à Sékondi. Il a fondé les chambres Nzema en 1926 (qui devint plus tard Blay and Associates). Il a été président de l'Association du barreau du Ghana à deux reprises. Il est devenu le premier président de l'Association du barreau du Ghana lorsqu'il a été nommé en 1957. Il a été président de l'association jusqu'en 1959. Il a été remplacé par Archie Casely-Hayford. En 1960, il a pris ses fonctions de président de l'association une fois de plus, il a occupé ce poste jusqu'en 1962. Sa renommée en pratique privée l'a conduit à être nommé juge à la Cour suprême par le président de l'époque, Kwame Nkrumah, en 1962. Il a été démis de ses fonctions avec Kofi Adumua Bossman (en) et Edward Akufo-Addo le 2 mars 1964 par le président du Ghana de l'époque Kwame Nkrumah, pour avoir protesté contre le licenciement de Kobina Arku Korsah et William Bedford Van Lare à la suite de l'acquittement de Tawia Adamafio (en) et d'autres accusations de trahison. En 1969, il était président de l'assemblée constituante, qui a élaboré la constitution de la deuxième république,. À la suite du résultat du référendum du gouvernement ghanéen de 1978 (en), il a risqué la détention cette année-là en déposant des writs of habeas corpus à la Haute Cour de Sekondi, c'est-à-dire; il a demandé au Conseil militaire suprême de traduire en justice B. J. Da Rocha (en) et Komla Agbeli Gbedemah et de justifier les raisons de leur détention.  

## Vie privée
Il était marié à Mme Dinah Blay. Il était le père de la fonctionnaire internationale ghanéenne, diplomate et la première femme chancelière de l'Université du Ghana, Mary Chinery-Hesse et de Mokowa Blay Adu-Gyamfi, ancien haut-commissaire du Ghana à Sierra Leone et actuellement Directeur général de Ghana Aids Commossion. Ses passe-temps étaient le tennis sur gazon, le cricket, le golf et le football.  

## Mort
Il est décédé le 5 décembre 1979 à Sékondi. Il a été enterré dans sa ville natale, Esiama, le 22 décembre 1979. 

## Voir également
- Liste des juges de la Cour suprême du Ghana (en)